# Gladys Lounsbury Hobby
Gladys Lounsbury Hobby (New York, 19 novembre 1910 – Pennsylvania, 4 luglio 1993) è stata una microbiologa statunitense la cui ricerca ha svolto un ruolo chiave nello sviluppo e nella comprensione degli antibiotici.
Il suo lavoro ha portato alla produzione in serie della penicillina, da esperimento di laboratorio a farmaco, durante la seconda guerra mondiale.

## Vita e carriera
Nasce nel quartiere di Washington Heights, a New York, ed è una delle due figlie di Theodore Y. Hobby e Flora R. Lounsbury. Era una studentessa brillante. Si è diplomata alla scuola superiore di White Plains di New York e successivamente si è laureata al Vassar College nel 1931. In quegli anni, grazie alla dott.ssa Anne Benton Riebeth, è nato il suo interesse per la batteriologia. Dopo la laurea, ha proseguito gli studi ottenendo il dottorato in batteriologia alla Columbia University nel 1935. Ha scritto la sua tesi di dottorato sugli usi medici degli organismi non patogeni.
Ha lavorato presso il Presbyterian Hospital e la Columbia Medical School dal 1934 al 1943, collaborando con il biochimico dott. Karl Meyer e con il dott. Martin Henry Dawson, clinico e professore associato di medicina, sulla determinazione delle malattie causate dallo streptococco e, successivamente, sulla raffinazione della penicillina. Durante questo periodo, ha anche lavorato presso il Prespyterian Hospital di New York. Dopo la morte del dott. Dawson, avvenuta nel 1944, lasciò la Columbia University per lavorare alla Pfizer & Co. a New York come batteriologa senior, dove continuò ad occuparsi di streptomicina e altri antibiotici, rendendo la penicillina un antibiotico in grado di trattare diverse malattie. Queste ricerche sono durate 15 anni. Grazie alla stretta collaborazione con il dott. John L. Smith, alla Pfizer hanno successivamente trovato la soluzione ottimale per produrre in larga scala vari tipi di antibiotici.
Nel 1959 ha lasciato la Pfizer per specializzarsi in malattie infettive croniche come capo ricercatore presso il Veterans Administration Hospital di East Orange, nel New Jersey. Ha anche svolto il ruolo di assistente professore di ricerca clinica in salute pubblica presso la Cornell University Medical College. Nel 1972 ha fondato la pubblicazione mensile Antimicrobial Agents and Chemotherapy, di cui è rimasta redattrice per otto anni. Si ritirò dalla sua carriera principale nel 1977. In pensione ha scritto oltre 200 articoli, lavorando come consulente e scrittrice freelance. Nel 1985 ha anche pubblicato il libro Penicillin: Meeting the Challenge, nel quale ha descritto le enormi sfide che gli scienziati, lei compresa, hanno affrontato alla fine degli anni trenta e agli inizi degli anni quaranta, trasformando l'osservazione di Alexander Fleming in un agente terapeutico efficace ed accessibile.
Dedicò tutta la sua vita all'apprendimento e al trattamento delle malattie infettive; non si sposò mai.
Morì di un attacco di cuore nel 1993 a casa sua, in una comunità di pensionati in Pennsylvania.

## Contributi chiave e impatto
Il suo lavoro ha portato alla creazione di una forma di penicillina efficace nell'ospite umano. Nel 1940 lei e i suoi colleghi, i dottori Karl Meyer e Martin Henry Dawson, scrissero a Howard Florey ed Ernest Boris Chain per procurarsi un campione di penicillina e cominciare a raffinarla in un farmaco. Nel 1940 e nel 1941, Lounsbury Hobby, Meyer e Dawson eseguirono i primi test di penicillina sull'uomo, prima di presentarli all'American Society for Clinical Investigation. Successivamente, scoprirono che la penicillina era un potente killer di germi che riduceva la gravità delle malattie infettive e ha reso possibili procedure come il trapianto di organi e la chirurgia a cuore aperto. I loro risultati hanno ricevuto ampio risalto mediatico, contribuendo ad attirare finanziamenti dal governo degli Stati Uniti per la produzione di massa della penicillina durante la seconda guerra mondiale e salvando la vita a molti soldati.
Alla Pfizer ha dedicato un ampio lavoro sulla ossitetraciclina, commercializzata con il nome di Terramycin, e sulla viomicina, utilizzate per il trattamento della tubercolosi. La ossitetraciclina, essendo facile da somministrare per via orale e colpendo un ampio spettro di malattie, venne utilizzata ampiamente in ambito clinico.

## Premi e riconoscimenti
- Mademoiselle Award in Science, 1951
- Commercial Solvents Award in Antibiotics, 1951
- Honorary Award da New York Lung Association, 1977